# Anthony Salerno

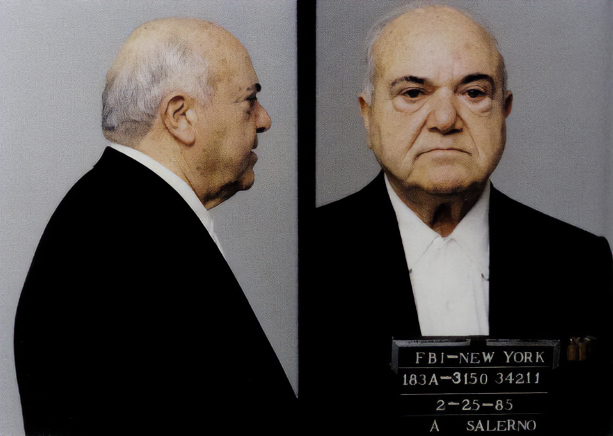
Anthony Salerno (Fahndungsfoto des FBI)

Anthony „Fat Tony“ Salerno (* 1. Mai 1911 in East Harlem, New York; † 27. Juli 1992 in Springfield, Missouri) war ein Mitglied der US-amerikanischen Cosa Nostra und Kopf der Genovese-Familie in den 1980er Jahren. Gewöhnlich trug er einen Fedora-Filzhut und rauchte eine dicke Zigarre; auf Grund seines Übergewichtes erhielt er den Spitznamen „Fat Tony“.

## Leben
Salerno wurde in East Harlem geboren, wo er auch aufwuchs. Er stieg auf der Rangleiter, beginnend als Kredithai und Schläger, im Clan der Genovese-Familie in New York City nach ganz oben. Nach dem Tod von Frank Tieri im Jahr 1981 wurde er Oberhaupt dieser Familie, allerdings gab es einen Informanten (Vincent Cafaro) aus den eigenen Reihen, der ihn nur als Strohmann für Vincent Gigante bezeichnete, denn „Fat Tony“ galt bereits als schwer krank.
1984 konnte das FBI ein Gespräch zwischen „Fat Tony“ und John „Peanuts“ Trolone und den „Teamsters“-Offiziellen William J. McCarthy, Roy Williams und Jackie Presser aufzeichnen. McCarthy meinte in diesem Gespräch, die Entscheidung eines Mafiabosses zu benötigen, bevor er in den „Teamsters“ weiter vorankommen könnte. Und obwohl die New York Times von diesem Gespräch 1988 berichtete, wurde McCarthy 1989 Präsident der Gewerkschaft.
Im Zuge der Ermittlungen gegen Paul Castellano, der vom FBI in seiner Villa abgehört werden konnte, wurden alle als Oberhäupter identifizierten Personen der Fünf Familien verhaftet. Allerdings wurde Salerno – wie Castellano – nach Zahlung von 2 Mio. US-Dollar Kaution am 27. Februar 1985 auf freien Fuß gesetzt. 1987 wurde Salerno auf Grundlage des RICO Acts vor den „Mafia Commission Trial“ vorgeladen, der die Korruption zwischen Cosa Nostra und Gewerkschaft behandelte.

„Die Anklage der Cosa-Nostra-Prozesse von Manhattan im Sommer 1987 wirft dem Boss der kriminellen Familie der Genovese, Anthony Salerno, vor, daß er und seine Leute die Wahl von Presser manipuliert haben (IHT. 3. Juni 1987). Drei Monate vorher hatten die Ermittler der Polizei den 72jährigen und kranken Vorgänger Pressers, Roy L. Williams, in der Krankenabteilung des Staatsgefängnisses von Springfield/Missouri einvernommen und von ihm Details erfahren.“

Anthony Salerno wurde zu insgesamt 100 Jahren Haft verurteilt. Am 29. Juli 1992 starb er infolge eines Herzinfarkts im Medical Center for Federal Prisoners in Springfield, Missouri. Salerno starb allein, da es Familienmitgliedern nicht gestattet war, ihn zu besuchen. Er wurde auf dem Saint Raymond’s Cemetery, Throgs Neck in der Bronx bestattet.

## Filme und Filmzitate
- In zahlreichen Folgen von Die Simpsons tritt ein Mobster namens „Fat Tony“ auf. Zudem spielt die Serie in (einem nicht real existierenden) Springfield.
- Im Spielfilm Bulletproof Gangster spielt ihn Paul Sorvino.
- Domenick Lombardozzi übernahm die Rolle Salernos in The Irishman (2019).
- Salerno taucht auch in der Donald-Trump-Filmbiografie The Apprentice – The Trump Story auf.